# ماريسا كينغ
ماريسا كينغ (بالإنجليزية: Marissa King)‏ هي لاعبة جمباز فني أمريكية، ولدت في 20 أبريل 1991 في كامبريدج في المملكة المتحدة.

## وصلات خارجية
- ماريسا كينغ على موقع الاتحاد الدولي للجمباز (licence) (الإنجليزية)
- ماريسا كينغ على موقع الاتحاد الدولي للجمباز (biography) (الإنجليزية)
- ماريسا كينغ على موقع اللجنة الأولمبية الدولية (الإنجليزية)
- ماريسا كينغ على موقع أوليمبيديا (الإنجليزية)
- ماريسا كينغ على موقع اللجنة الأولمبية البريطانية (الإنجليزية)